# Jason Schmidt
Jason David Schmidt (né le 29 janvier 1973 à Lewiston, Idaho, États-Unis) est un ancien lanceur droitier de baseball. 
Il évolue dans la Ligue majeure de baseball durant 14 saisons, de 1995 à 2009. Invité au match des étoiles en 2003, 2004 et 2006, il mène la Ligue nationale en 2003 avec une moyenne de points mérités de 2,34 pour les Giants de San Francisco. Il partage avec Christy Mathewson le record de 16 retraits sur des prises en un match pour un lanceur des Giants.

## Biographie
Jason Schmidt est repêché le 3 juin 1991 par les Braves d'Atlanta au huitième tour de sélection. Il rejoint les Braves en 1995 mais a du mal à se trouver une place dans l'excellente rotation de lanceurs partants du club en 1996. Il est par conséquent échangé aux Pirates de Pittsburgh, pour qui il évolue de 1997 à 2001.

### Giants de San Francisco
Il connaît ses meilleures performances chez les Giants de San Francisco, qui font son acquisition des Pirates le 30 juillet 2001 avec le voltigeur John Vander Wal, en retour du voltigeur Armando Ríos et du lanceur droitier Ryan Vogelsong. 
En 2002, Schmidt maintient une moiyenne de points mérités de 3,45 en 29 départs pour les Giants et lance dans la Série mondiale 2002 perdue aux mains des Angels d'Anaheim. Il obtient 8 retraits sur des prises en 7 manches et deux tiers lancées pour une victoire dans le second match de la Série de championnat de la Ligue nationale contre Saint-Louis, avant d'ajouter une autre victoire en grande finale face aux Angels. 
En 2003, sa meilleure année, Schmidt remporte un sommet personnel de 18 victoires (contre 7 défaites) et mène la Ligue nationale avec une moyenne de points mérités de 2,34 en 207 manches et deux tiers lancées. Il termine deuxième du vote de fin d'année désignant le lauréat du trophée Cy Young du meilleur lanceur, derrière le gagnant Éric Gagné. Sa moyenne est à la hausse mais se maintient à un très bon niveau (3,20) en 2004, et il prend le 4e du vote pour le trophée Cy Young. Schmidt honore des sélections au match des étoiles en 2003, 2004 et 2006 pour les Giants.

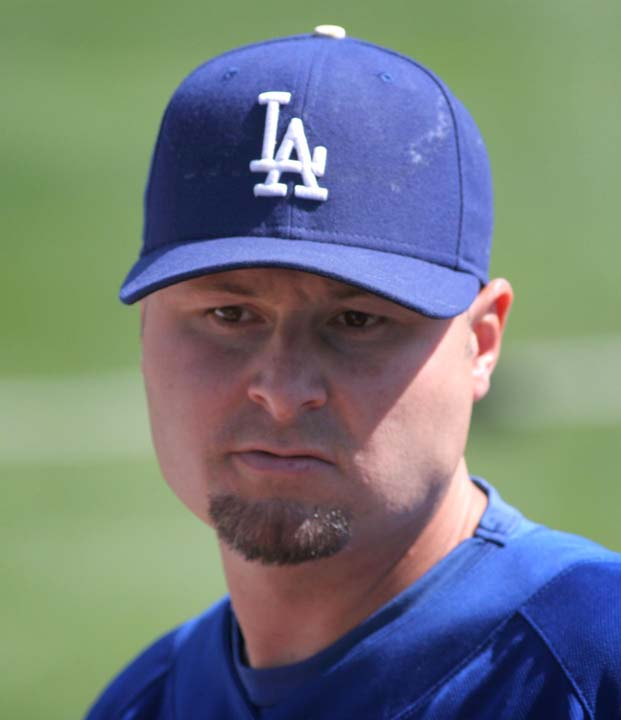
Jason Schmidt en 2008 avec les Dodgers.

Le meilleur match de Jason Schmidt est joué le 6 juin 2006 à San Francisco alors qu'il réussit 16 retraits sur des prises dans un match complet gagné 2-1 par les Giants sur les Marlins de la Floride. Schmidt égale alors le record de franchise pour les retraits sur des prises en un match, établi par Christy Mathewson pour les Giants de New York le 3 octobre 1904 contre Saint-Louis, et bat l'ancienne marque du club à San Francisco qui était de 15 retraits sur des prises par Gaylord Perry le 22 juillet 1966 contre Philadelphie.

### Dodgers de Los Angeles
En décembre 2006, Schmidt quitte San Francisco et signe une lucrative entente de 47 millions de dollars pour 3 saisons chez leurs grands rivaux, les Dodgers de Los Angeles. C'est un contrat que les Dodgers regretteront rapidement, puisque Schmidt ne joue que 10 matchs pour eux au total. Après avoir lancé plus de 200 manches par saison au cours de 3 de ses 4 dernières années avant son passage à Los Angeles, Schmidt souffre de maux de bras, en particulier à l'épaule droite. Il n'effectue que 6 départs pour les Dodgers en 2007, aucun en 2008, puis 4 en 2009.

## Statistiques de joueur
| Statistiques de lanceur |        |     |     |     |    |    |        |      |      |
| Saison                  | Équipe | G   | GS  | V   | D  | SV | IP     | SO   | ERA  |
| 1995                    | ATL    | 9   | 2   | 2   | 2  | 0  | 25.0   | 19   | 5,76 |
| 1996                    | ATL    | 13  | 11  | 3   | 4  | 0  | 58.2   | 48   | 6,75 |
| 1996                    | PIT    | 6   | 6   | 2   | 2  | 0  | 37.2   | 26   | 4,06 |
| 1997                    | PIT    | 32  | 32  | 10  | 9  | 0  | 187.2  | 136  | 4,60 |
| 1998                    | PIT    | 33  | 33  | 11  | 14 | 0  | 214.1  | 158  | 4,07 |
| 1999                    | PIT    | 33  | 33  | 13  | 11 | 0  | 212.2  | 148  | 4,19 |
| 2000                    | PIT    | 11  | 11  | 2   | 5  | 0  | 63.1   | 51   | 5,40 |
| 2001                    | PIT    | 14  | 14  | 6   | 6  | 0  | 84.0   | 77   | 4,61 |
| 2001                    | SFG    | 11  | 11  | 7   | 1  | 0  | 66.1   | 65   | 3,39 |
| 2002                    | SFG    | 29  | 29  | 13  | 8  | 0  | 185.1  | 196  | 3,45 |
| 2003                    | SFG    | 29  | 29  | 17  | 5  | 0  | 207.2  | 208  | 2,34 |
| 2004                    | SFG    | 32  | 32  | 18  | 7  | 0  | 225.0  | 251  | 3,20 |
| 2005                    | SFG    | 29  | 29  | 12  | 7  | 0  | 172.0  | 165  | 4,40 |
| 2006                    | SFG    | 32  | 32  | 11  | 9  | 0  | 213.1  | 180  | 3,59 |
| 2007                    | LAD    | 6   | 6   | 1   | 4  | 0  | 25.2   | 22   | 6,31 |
| 2009                    | LAD    | 4   | 4   | 2   | 2  | 0  | 17.2   | 8    | 5,60 |
| Totaux                  |        | 323 | 314 | 130 | 96 | 0  | 1996.1 | 1758 | 3,96 |